# Frank Bank
Frank Bank (Los Angeles, 12 april 1942 – aldaar, 13 april 2013) was een Amerikaans acteur, bekend van zijn rol als Clarence "Lumpy" Rutherford uit de sitcom Leave It to Beaver.
Bank was een beleggingsadviseur in Los Angeles. Zijn autobiografie Call Me Lumpy: My Leave It To Beaver Days and Other Wild Hollywood Life, kwam uit in 2002.

## Televisie
- Leave It to Beaver (1958–63)
- Cimarron City (1959)
- Bachelor Father (1962)
- 87th Precinct (1962)
- The New Leave It to Beaver (1983)

## Films
- Cargo to Capetown (1950)
- The Story of Will Rogers (1952)
- Leave It to Beaver (1997)